# Нова Деревня (Федоровський район)
Нова Дере́вня (рос. Новая Деревня, башк. Новая Деревня) — хутір у складі Федоровського району Башкортостану, Росія. Входить до складу Дідовської сільської ради.
Населення — 71 особа (2010; 74 в 2002).
Національний склад:
- росіяни — 58%
- татари — 38%